# Hrabstwo Smith (Kansas)

Piramida wieku hrabstwa

Hrabstwo Smith – hrabstwo położone w USA w stanie Kansas z siedzibą w mieście Smith Center.

## Miasta
- Smith Center
- Kensington
- Lebanon
- Gaylord
- Athol
- Cedar

## Drogi główne
- U.S. Highway 36
- U.S. Highway 281
- K-8
- K-9
- K-180

## Sąsiednie Hrabstwa
- Hrabstwo Webster
- Hrabstwo Jewell
- Hrabstwo Osborne
- Hrabstwo Rooks
- Hrabstwo Phillips
- Hrabstwo Franklin